# Underneath Your Clothes
Underneath Your Clothes är en sång från 2001 av den colombianska sångerskan Shakira, från albumet Laundry Service. Den är Shakiras tredje mest framgångsrika låt efter Hips Don't Lie och Whenever, Wherever.